# Quinto Clélio Sículo
Quinto Clélio Sículo (em latim: Quintus Cloelius Siculus) foi um político e patrício romano do início do século V a.C. que serviu como cônsul em 498 a.C. juntamente com Tito Lárcio.

## História
Sua gente, os Clélios (em latim: Cloelii), eram oriundos de Alba Longa e vieram para Roma durante o reinado de Túlio Hostílio. Quinto foi o primeiro membro da família a servir como cônsul. Em 498 a.C., ele foi eleito com Tito Lárcio, cônsul pela segunda vez e que já havia servido como ditador. Segundo Dionísio de Halicarnasso, Clélio nomeou Lárcio como ditador para preparar a cidade para uma luta contra os latinos. Lívio (e outros) defendem que Lárcio foi nomeado ditador três anos antes da ascensão de Clélio e não em 498 a.C.